# Port lotniczy Tuxtla Gutiérrez
Port lotniczy Tuxtla Gutiérrez (IATA: TGZ, ICAO: MMTG) – port lotniczy położony w Chiapa de Corzo, niedaleko Tuxtla Gutiérrez, w stanie Chiapas, w Meksyku.